# Заборово (Сьремський повіт)
Заборово (пол. Zaborowo) — село в Польщі, у гміні Ксьонж-Велькопольський Сьремського повіту Великопольського воєводства.
Населення — 265 осіб (2011).
У 1975-1998 роках село належало до Познанського воєводства.

## Демографія
Демографічна структура станом на 31 березня 2011 року:
|          | Загалом | Допрацездатний вік | Працездатний вік | Постпрацездатний вік |
| -------- | ------- | ------------------ | ---------------- | -------------------- |
| Чоловіки | 148     | 31                 | 104              | 13                   |
| Жінки    | 117     | 24                 | 65               | 28                   |
| Разом    | 265     | 55                 | 169              | 41                   |